# João Muniz Alves
Dom Frei João Muniz Alves, OFM (Santa Rita, 8 de janeiro de 1961) é um frade franciscano e bispo católico brasileiro. Foi o quarto bispo prelado do Xingu e é o primeiro bispo diocesano da Diocese de Xingu-Altamira.

## Biografia
Iniciou sua caminhada no Postulantado da Província Franciscana Nossa Senhora da Assunção (Maranhão e Piauí), Ordem dos Frades Menores (OFM) aos 14 de fevereiro 1984 (Postulantado), Noviciado em 02 de fevereiro de 1985. Fez sua primeira profissão religiosa aos 02 de fevereiro de 1986 e a profissão solene aos 14 de janeiro de 1991. Foi ordenado Diácono aos 12 de dezembro de 1992 e Sacerdote aos 4 de setembro de 1993. 
Aos 23 de dezembro 2015 foi nomeado quarto bispo da Prelazia do Xingu pelo Papa Francisco. Foi ordenado bispo aos 5 de março de 2016 por Dom Erwin Kräutler e assumiu a prelazia no dia 03 de abril de 2016.
Aos 06 de novembro de 2019 foi nomeado pelo Papa Francisco primeiro bispo diocesano da Diocese de Xingu-Altamira, criada nesta mesma data. Instalação da nova Diocese e posse no dia 1 de fevereiro de 2020.
Fez o ensino fundamental em Carema/Santa Rita (MA) e o ensino médio na Escola Técnica Federal do Piauí. Cursou filosofia e teologia no Seminário Maior Sagrado Coração de Jesus em Teresina. Fez Licenciatura Plena na Universidade Estadual do Ceará (UECE) e especialização em Filosofia Contemporânea na Pontifícia Universidade Católica de Minas Gerais. Possui mestrado em filosofia pela Pontifícia Universidade Antonianum, em Roma, e mestrado e doutorado em Teologia Moral na Academia Alfonsiana, Roma.

### Atividades pastorais
Após sua ordenação diaconal fez estágio na Paróquia de Nossa Senhora dos Remédios em Piripiri, no Piauí, e na Paróquia de São José em Lago da Pedra, no Maranhão.
Trabalhou como Vigário Paroquial na Paróquia de São José em Lago da Pedra: 1993-1994; pároco da Paróquia São Francisco das Chagas, em Bacabal no período de 1995 a 1998 como Vigário Paroquial da mesma Paróquia (1998-2001).
No período de 1995 a 2001 exerceu a missão de definidor provincial, secretário provincial da animação vocacional, mestre e guardião do postulantado, assistente do Instituto Secular Pequena Família Franciscana de Bacabal e membro eleito do Conselho Presbiteral da Diocese de Bacabal. De 2007 a 2013 foi eleito como primeiro ministro provincial brasileiro da Província Franciscana de Nossa Senhora da Assunção MA/PI, membro do Conselho Presbiteral e do Colégio de Consultores da Diocese de Bacabal e diretor espiritual dos candidatos ao Diaconato Permanente da Diocese de Bacabal. 
De 2013 a 2015 foi guardião da Fraternidade Nossa Senhora da Glória, mestre de estudantes professos temporários e professor de Teologia Moral no Instituto de Estudos Superiores do Maranhão (lESMA). Foi também visitador geral na Custódia Autônoma Santa Clara de Assis, em Moçambique (2014). Em 2016 tornou-se o quarto bispo prelado da Prelazia do Xingu e em 2019 o primeiro bispo diocesano da Diocese de Xingu-Altamira. Foi bispo referencial para os religiosos no regional norte 2 da CNBB e é atualmente o bispo referencial da Pastoral Familiar do regional norte 2 da CNBB..